# Uszczelka

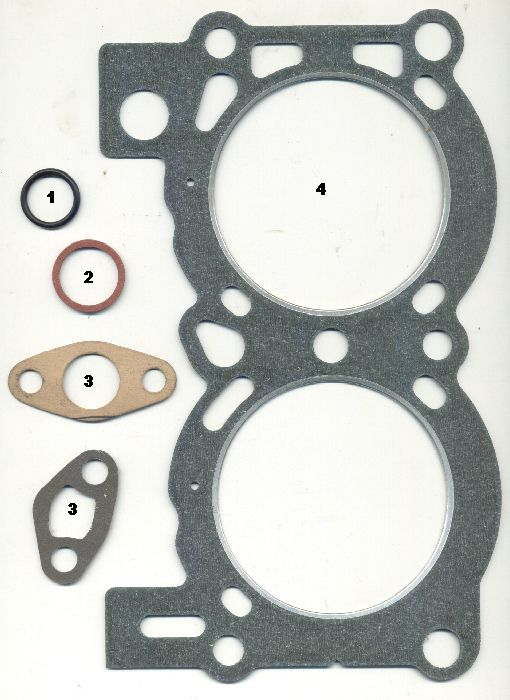
Przykłady uszczelek: 1 - O-ring, 2 - uszczelka płaska z fibry, 3 - uszczelki płaskie z tektury, 4 - wielokomponentowa uszczelka głowicy silnika

Uszczelka – rodzaj uszczelnienia, element o określonym kształcie i wymiarach w stanie swobodnym, umieszczany w miejscu połączenia innych elementów celem uzyskania szczelności połączenia. Uszczelki używane są do wykonywania uszczelnień statycznych oraz ruchowych.
Uszczelki mogą być wykonywane z różnych tworzyw, jednak takich, które w trakcie montażu są w stanie odkształcić się w takim zakresie, jaki jest wymagany do powstania nacisków stykowych wystarczających do uzyskania zadowalającej szczelności połączenia. Uszczelki wykonywane są ze skór zwierzęcych, korka, tektury, fibry, azbestu, miękkich metali (miedź, ołów, stopy aluminium), gumy, tworzyw sztucznych, a także z ich kombinacji. Materiały te muszą być tak dobierane, by były odporne na działanie chemiczne medium roboczego, temperatury pracy urządzenia, a w przypadku uszczelnień ruchowych - powinny posiadać odpowiednio niską ścieralność.
Znaczną część uszczelek z wyżej wymienionych materiałów, zwłaszcza do zastosowań statycznych, wykonuje się metodą wykrawania z półfabrykatów w postaci płyt. Uszczelki gumowe wykonuje się metodą wulkanizacji, często stosując wzmacnianie gumy kordem lub tkaniną. Uszczelki z termoplastycznych tworzyw sztucznych (również wielokomponentowe) wytwarza się metodą formowania wtryskowego. Zaawansowane technicznie uszczelki z kompozytów teflonowych lub innych materiałów kompozytowych wykonuje się zwykle metodą obróbki skrawaniem z półfabrykatów (np. wałków, rur), rzadziej - spieka w formach na gotowo.
Uszczelki są stosowane w celu:
- utrzymania w systemie 
  - ciśnienia cieczy (hydraulika)
  - ciśnienia gazu (pneumatyka)
- odizolowania od otoczenia - zapobieganie dostawaniu się gazu lub cieczy do wnętrza obiektu.